# فان رينن
فان رينن (بالإنجليزية: Van Reenen)‏ هي بلدة تقع في جنوب أفريقيا في Emnambithi-Ladysmith Local Municipality. يقدر عدد سكانها بـ 78 نسمة ومساحتها 0.48 كم2 .